# The Cryme Tyme
Cryme Time è stato un tag team di wrestling formato da JTG e Shad Gaspard.
Il duo era noto maggiormente per i suoi trascorsi nella World Wrestling Entertainment tra il 2006 e il 2010. Il team si è riunito nel 2014, fino alla morte di Gaspard, nel 2020.

## Nel wrestling

### Mosse finali in coppia
- G-9 (Samoan drop di Gaspard e Running corkscrew neckbreaker di JTG in combinazione)[3]

### Manager
- Eve Torres[4]

### Musiche d'ingresso
- "Bringin' Da Hood 2 U" di Jim Johnston (WWE)[5]

## Titoli e riconoscimenti
- Fighting Evolution Wrestling
  - FEW Tag Team Championship (1)
- Ohio Valley Wrestling
  - OVW Southern Tag Team Championship (2)[6]
- Superstars of Wrestling Federation
  - SWF Tag Team Championship (1)
- World Wrestling Alliance
  - WWA Tag Team Championship (1)